# Olympische Sommerspiele 1924/Rudern – Zweier mit Steuermann
Die Ruderregatta im Zweier mit Steuermann bei den Olympischen Sommerspielen 1924 wurde am 13. und 17. Juli auf der Seine ausgetragen.

## Ergebnisse

### Halbfinale

#### Halbfinale 1
| Rang | Nation             | Athleten                                                      | Zeit       | Anmerkung |
| ---- | ------------------ | ------------------------------------------------------------- | ---------- | --------- |
| 1    | Frankreich         | Eugène Constant Raymond Talleux Marcel Lepan (Steuermann)     | 7:36,6 min | Q, OB     |
| 2    | Vereinigte Staaten | Leon Butler Harold Wilson Edward Jennings (Steuermann)        | 7:41,0 min |           |
| 3    | Belgien            | Alphonse De Wette Eugène Gabriels Marcel Wauters (Steuermann) | unbekannt  |           |

#### Halbfinale 2
| Rang | Nation  | Athleten                                                          | Zeit       | Anmerkung |
| ---- | ------- | ----------------------------------------------------------------- | ---------- | --------- |
| 1    | Schweiz | Édouard Candeveau Alfred Felber Émile Lachapelle (Steuermann)     | 7:43,0 min | Q         |
| 2    | Italien | Ercole Olgeni Giovanni Scatturin Gino Sopracordevole (Steuermann) | 7:45,2 min |           |

### Finale
| Rang | Nation             | Athleten                                                          | Zeit       |
| ---- | ------------------ | ----------------------------------------------------------------- | ---------- |
| 1    | Schweiz            | Édouard Candeveau Alfred Felber Émile Lachapelle (Steuermann)     | 8:39,0 min |
| 2    | Italien            | Ercole Olgeni Giovanni Scatturin Gino Sopracordevole (Steuermann) | 8:39,1 min |
| 3    | Vereinigte Staaten | Leon Butler Harold Wilson Edward Jennings (Steuermann)            | unbekannt  |
| 4    | Frankreich         | Eugène Constant Raymond Talleux Marcel Lepan (Steuermann)         | unbekannt  |